# デヴィッド・ロバーツ (画家)
デヴィッド・ロバーツ（David Roberts、1796年10月24日 - 1864年11月25日）はイギリスの画家である。ヨーロッパ各地や、中東の風景を描いた水彩画、版画で知られる。

## 略歴
エディンバラ郊外のストックブリッジに靴屋の息子に生まれた。エディンバラで建築の仕事の見習いになった。建物の修理の仕事をするようになり、絵画に通じる技術を学んだ。週に2回、エディンバラ美術アカデミーの夜間のコースに通うようになった。エディンバラの王立劇場で仕事をした後、舞台美術家の仕事に興味を持ち、舞台美術家を目指す決意をした。20歳になった1816年に各地を巡回する劇団に雇われ、舞台のセットを初めて作り、2年後にはエディンバラ・ナショナル・シアターから仕事を依頼されるようになった。
ロバーツの仕事は評価されるようになり、1824年には有名な作家のチャールズ・ディケンズとも知り合い、有名な画家のウィリアム・ターナーからは絵を学ぶのであれば外国に出るのがいいという助言を得た。1824年の秋、フランスを旅し、ノルマンディーのディエップ、ルーアンやル・アーヴルを訪れた。1832年にはスペインからアルジェリアのタンジェを旅した。これらの旅で描かれたスケッチや水彩画はベルギー出身の版画家、ルイ・アーグ(Louis Haghe: 1806-1885)によって、版画にされて、出版され、イギリスでよく売れた。この成功から中東、エジプトの旅が計画された。
1838年8月にロンドンを出発し、マルセイユからマルタを経て、カイロに渡った。船と20人の漕ぎ手を雇いナイルを遡上し、11月までにアブ・シンベルまで到達した。12月末にカイロに100点以上の描いた絵を持ち帰り、翌年の2月までカイロ周辺でスケッチを行った。2月7日に、2人のイギリス人同伴者と5人の護衛を雇って、現地人の衣装を着てラクダで中東を目指し、現在のレバノンのバールベックまで旅した所で、病気となり、ベイルート、アレキサンドリアを経由して1839年7月にロンドンに戻った。
イギリスで原画の展覧会を開き、成功し、1841年にロイヤル・アカデミー・オブ・アーツの会員に選ばれた。この旅で描かれた247点の作品も版画家アーグによって版画にされ、1842年から1849年にかけて6巻の版画集としてロンドンで出版された。
その後も作品製作と各地への旅を続け1851年と1853年にはイタリアを旅した。1864年にロンドンで没した。

## 作品

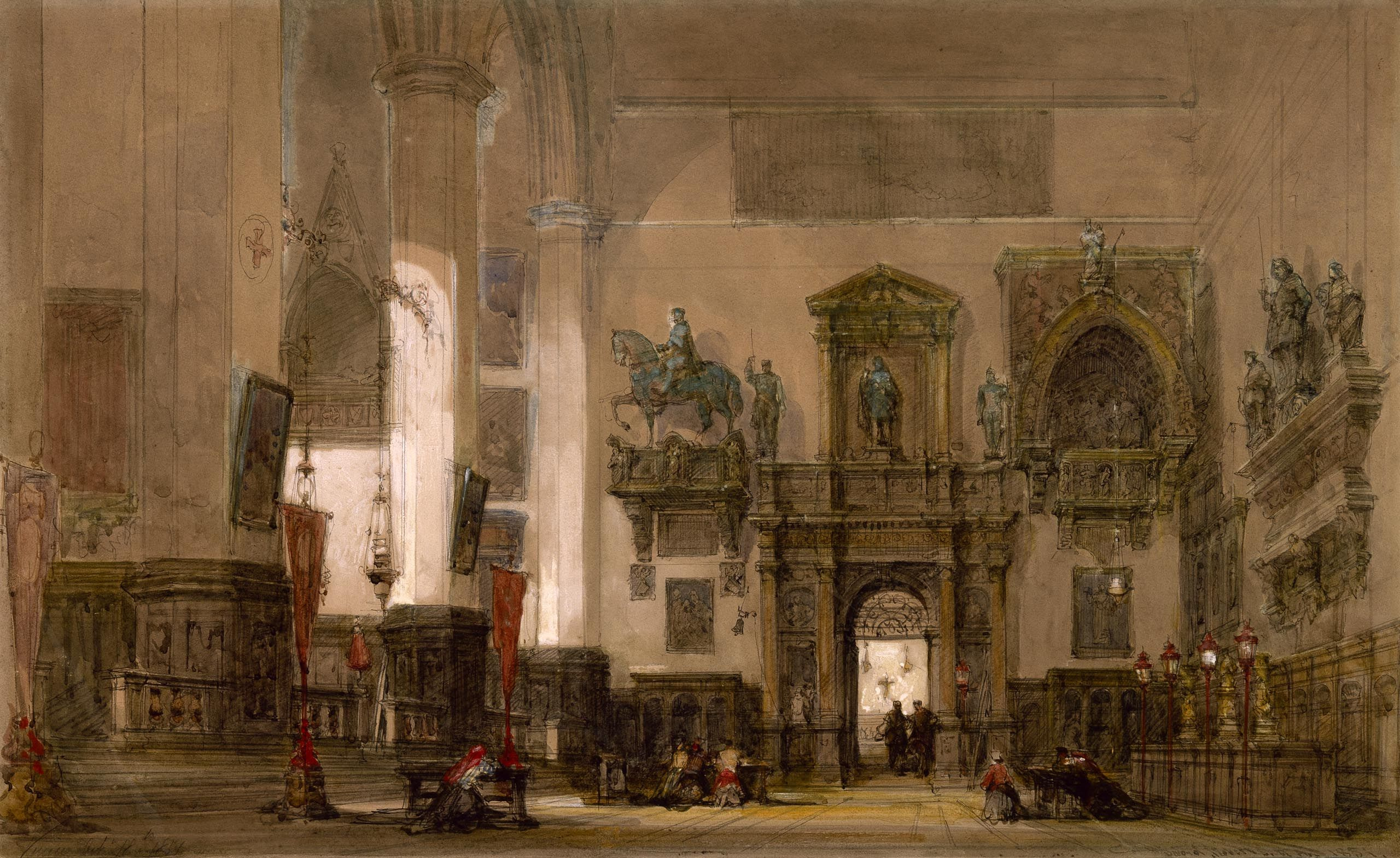
サンタ・マリア・グロリオーザ・デイ・フラーリ聖堂の内部 (1851)
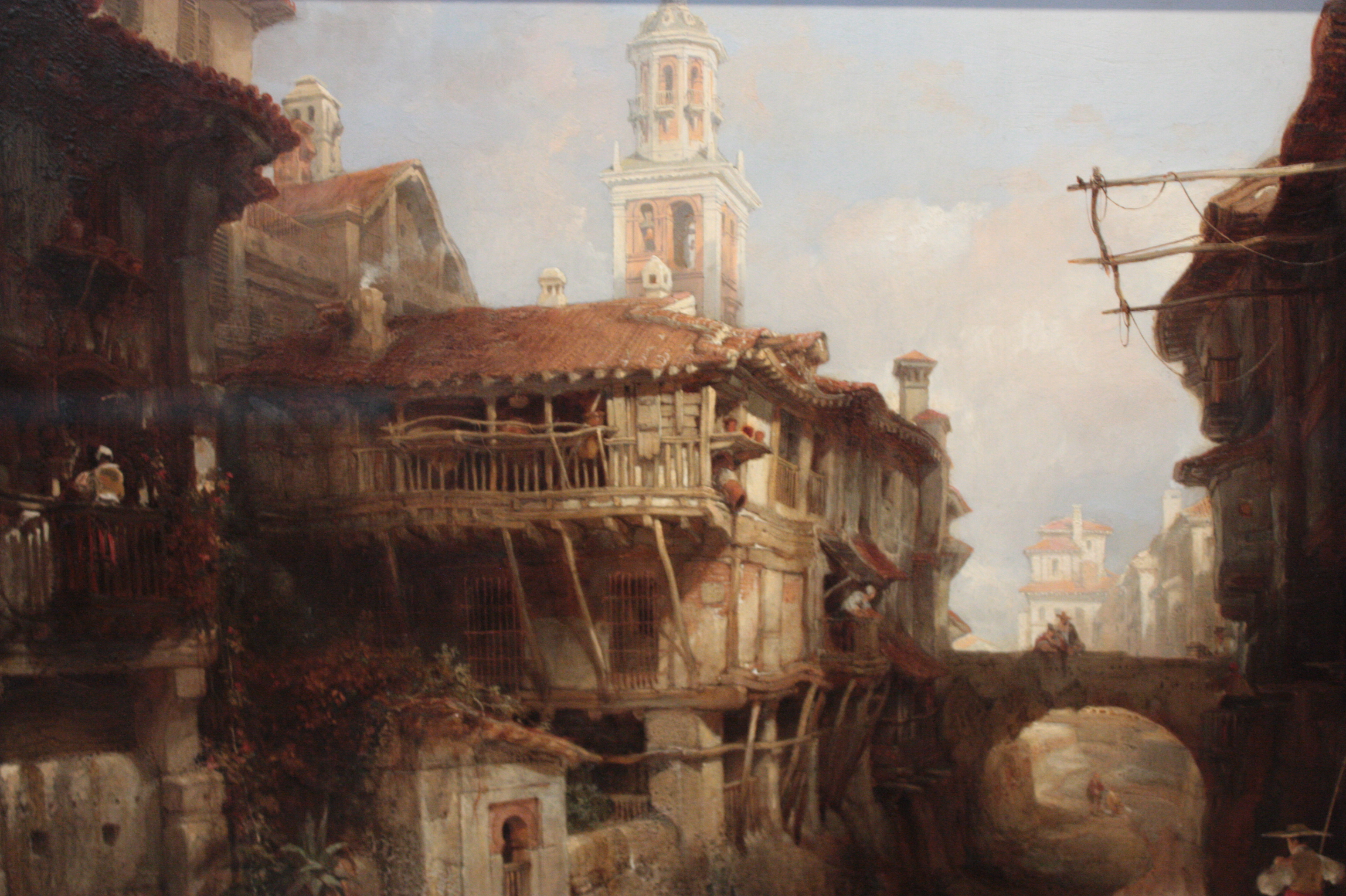
グラナダの建物 (1834)
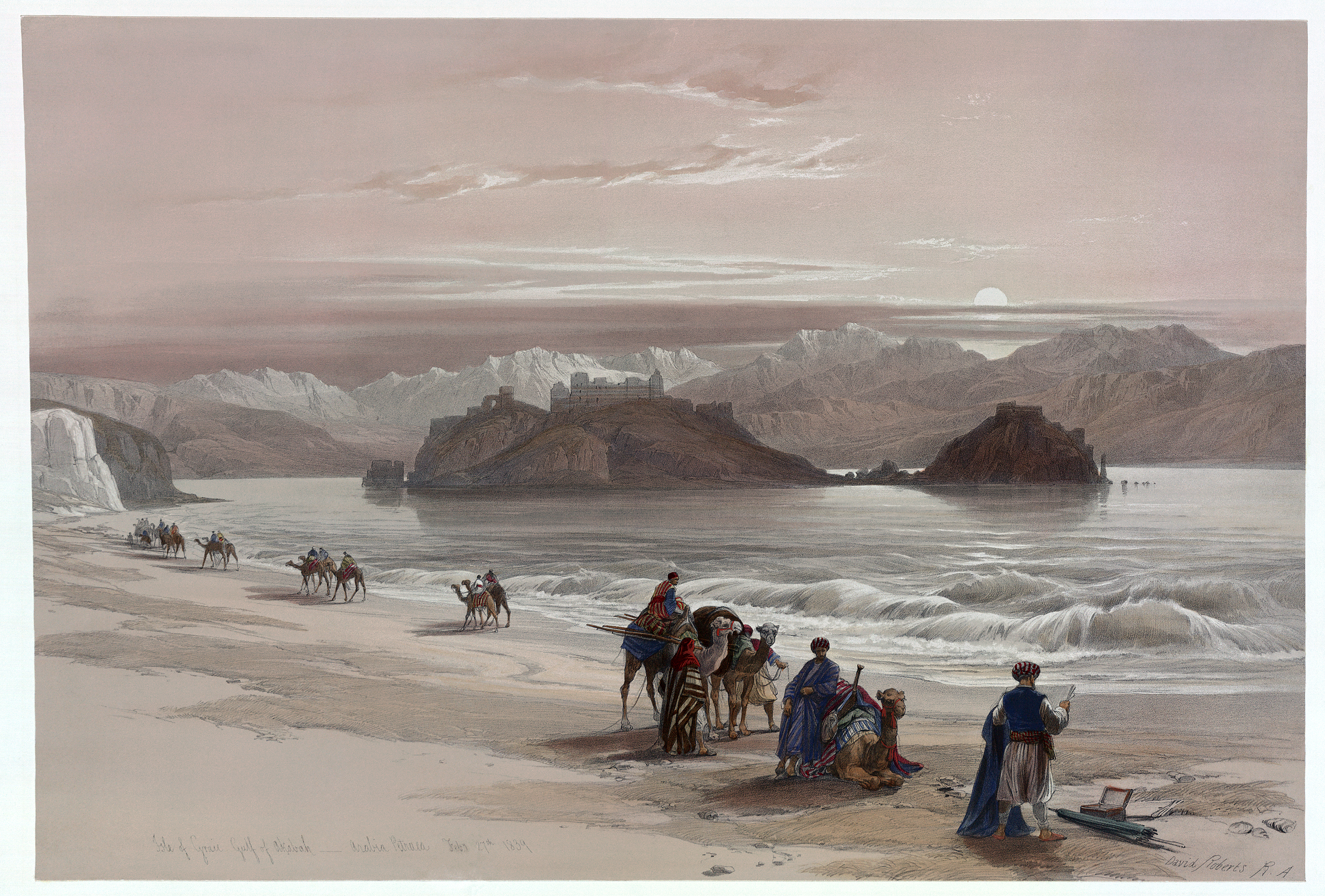
"Isle of Graia" (ルイ・アーグによる版画:1839)
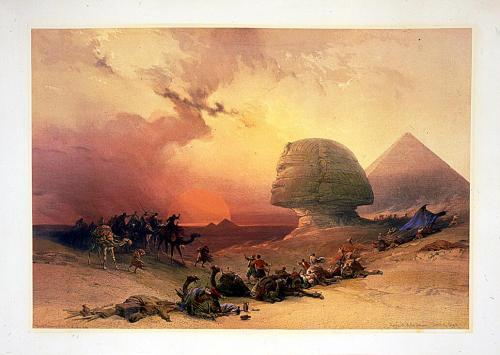
熱風 (シムーン) の接近 (ルイ・アーグによる版画)
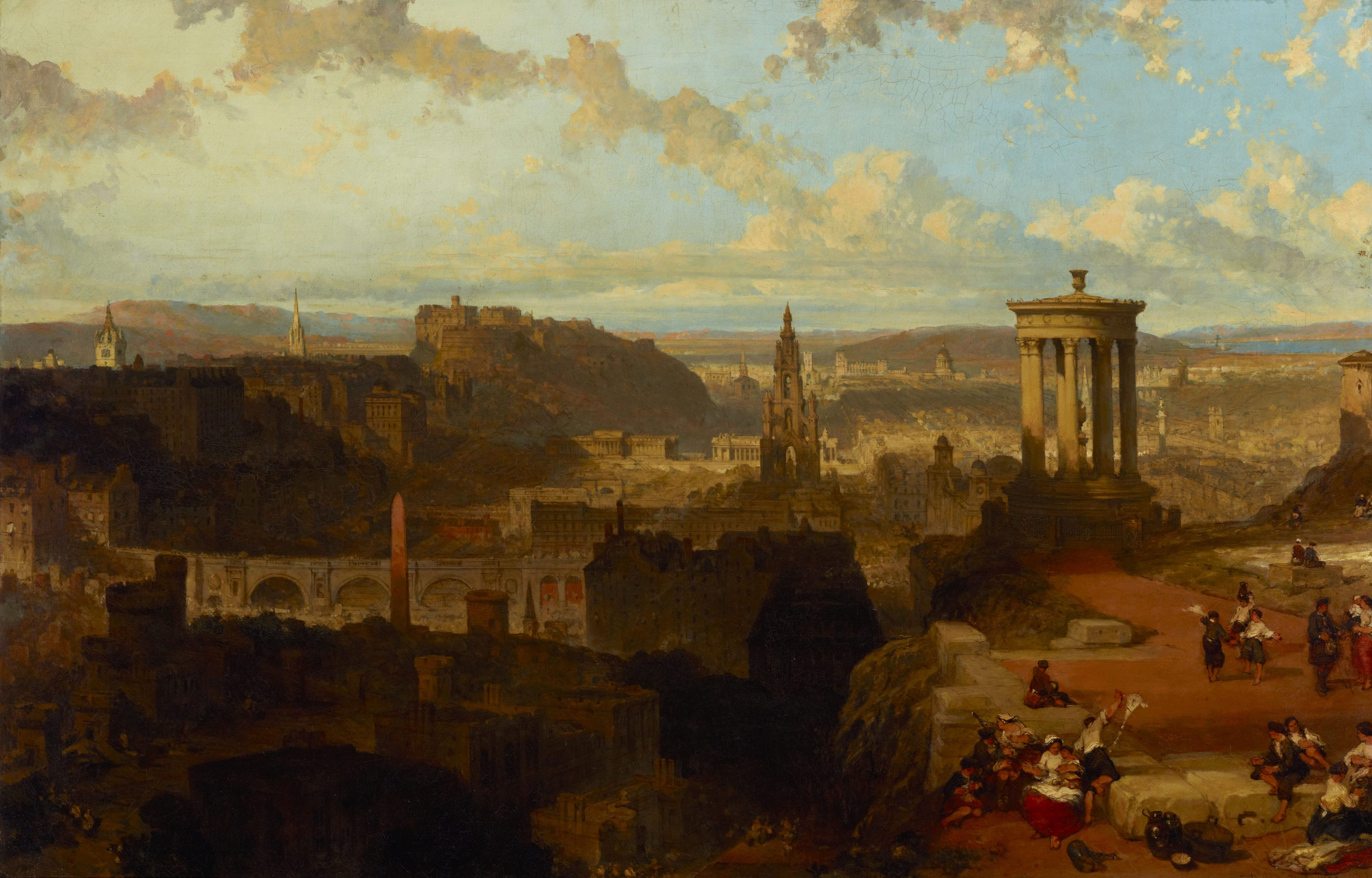
エディンバラ　(1859)
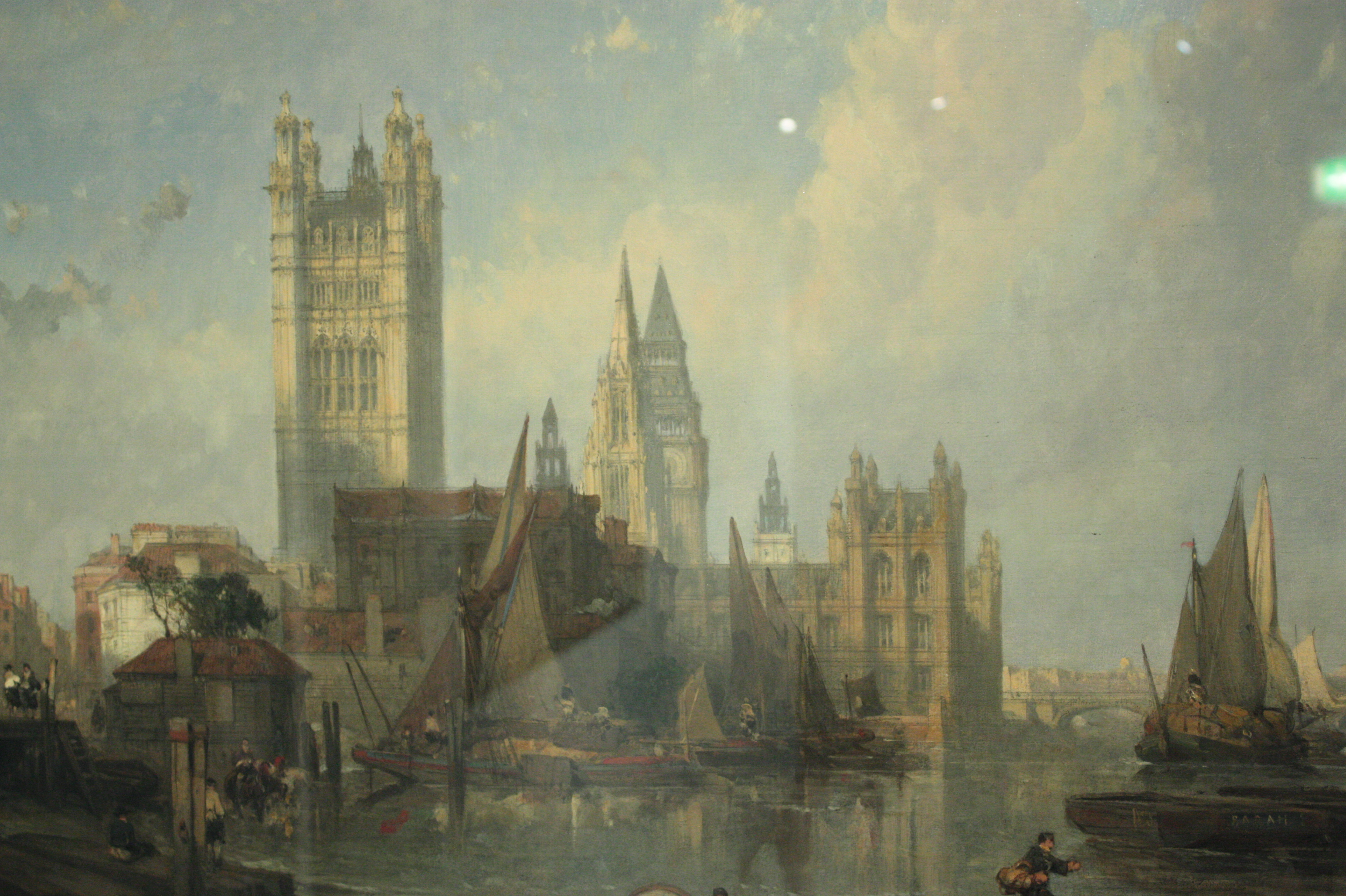
ミルバンクから見た議会の建物 (1861)